# Буа (езеро)
Езерото Буа (на френски и на английски: Lac de Bois) е 19-о по големина езеро в Северозападните територии на Канада. Площта му е 469 км2, която му отрежда 103-то място сред езерата на Канада. Надморската височина на водата е 297 м.
Езерото се намира в северната част на Северозападните територии на Канада, на 42 км северозападно от залива Смит Арм на Голямото Мече езеро. Дължината му от северозапад на югоизток е 44 км, а максималната му ширина – 17 км. Езерото Буа е най-голямото от групата езера (Буа, Колвил, Обри, Бело и Монуар), разположени северозападно от Голямото Мече езеро
Буа за разлика от повечето от канадските езера е със слабо разчленена брегова линия без характерните заливи, полуострови, протоци и острови и е едно от малкото канадски езера, в което няма острови.
В югоизточния ъгъл на Буа изтича река Андерсън, вливаща се в залива Ливърпул на море Бофорт.
През много краткия летен сезон се посещава от любители на риболова.